# グリーナムステークス
グリーナムステークス（Greenham Stakes）は、イギリスのニューベリー競馬場で行われる競馬の競走。2000ギニーの前哨戦として知られる。2014年の格付はG3。

## 概要
グリーナムステークスは、ヨーロッパの平地競馬シーズン初めの4月に行われる3歳牡馬の競走である。クレイヴンステークスとともに、ヨーロッパ各地の牡馬クラシックレースの重要な前哨戦とみなされている。1970年にヨーロッパにグループ制が敷かれて以来、G3に格付けされている。

### ヨーロッパクラシック戦の前哨戦
グリーナムステークスは定量戦で、2歳時の成績に関係なく同じ斤量で出走できるため、有力な3歳馬にとってシーズン最初のグループ競走となる場合も多い。歴代優勝馬の中でその年に特筆すべき成績を残したものとしては、1909年優勝のミノル（Minoru、この年のクラシック二冠）、1923年の優勝馬パース（Parth、この年の凱旋門賞優勝）、ミルリーフ（Mill Reef、この年の全欧年度代表馬）、クリス（Kris、この年の全欧チャンピオンマイラー）などがいる。
近年のグリーナムステークスの優勝馬の中で最も活躍したのは2011年のフランケルである。フランケルはグリーナムステークス優勝を皮切りに、2000ギニーをはじめG1を無傷のまま4連勝、この年の全欧年度代表馬に選出された。
このほか、グリーナムステークスの優勝馬で2000ギニーに勝ったものとしては、ミノル（Minoru）、オーウェル（Orwell）、ウォロー（Wollow）がいる。また、1992年にグリーナムステークスで4着だったロドリゴデトリアーノがその後2000ギニーで優勝している。イギリス以外では、1998年の優勝馬ヴィクトリーノート（Victory Note）がプール・デッセ・デ・プーラン（フランス2000ギニー）に勝った。

### スプリングトライアル開催
イギリスでは秋から春にかけてが障害競馬のシーズンとなっており、ニューベリー競馬場でも3月の末に障害戦がフィナーレを迎える。そして4月になると、いよいよ平地競走のシーズンが始まり、3歳クラシック戦線がスタートする。ニューベリー競馬場では毎年4月に恒例の「スプリングトライアル開催（Spring Trials Meeting）」を行っている。近年は航空関連会社のドバイデューティーフリーがスポンサーとなって、「ドバイデューティーフリー・スプリングトライアル開催」として行われている。
この開催では、3歳牡馬の2000ギニーの前哨戦としてグリーナムステークス、3歳牝馬の1000ギニー前哨戦のフレッドダーリンステークス、古馬の重賞としてクラシック距離のジョンポーターステークス（G3、1マイル4ハロン5ヤード＝約2419メートル）が行われる。
2014年のスプリングトライアル開催にはエリザベス女王が臨席した。

### レース名について
グリーナムステークスの名前は、ニューベリー競馬場があるグリーナム行政教区に由来する。
原語の“Greenham”の日本語カタカナ転記については「グリーナム」「グリーンハム」などが見られるが、本項では日本での競馬関係文献での一般的表記として「グリーナム」で統一する。

#### スポンサー名について
グリーナムステークスでは、1970年代に生命保険会社のClerical Medical社、1980年代から1994年までは金融会社のSinger & Friedlander社がスポンサーを務めた。1995年から4年間Tripleprint社がスポンサーとなり、「トリプルプリントステークス」の名称で行われていた時期がある。ただしこの時期でも競走成績書には「グリーナムステークス」と記載される。2000年からはレーンズエンド牧場（Lane's End）、バズウィックタイヤ社（Bathwick Tyres）、トートスポーツドットコム（totesport.com）、エーオン社がスポンサーとなり、いずれも競走名にスポンサー名を冠して開催された。これらの場合も、競走成績書には「グリーナムステークス」と記載される。
なお、上述のスプリングトライアル開催でグリーナムステークスと同日に開催されるフレッドダーリンステークスは、イベントのスポンサー名から「ドバイデューティーフリーステークス」の名称で行われるが、競走成績書には本来の「フレッドダーリンステークス」と記載される。同様にジョンポーターステークスも、イベント開催上は「ドバイデューティーフリー・ファイネストサプライズステークス」の名称でおこなわれるが、成績書上は「ジョンポーターステークス」となる。

## 歴史
グリーナムステークスは1906年に創設され、第二次世界大戦が始まるまでは1マイル（約1609メートル）で行われていた。1941年から1948年までの間は中断され、1949年に再開された時に7ハロン60ヤード（約1463メートル）になった。1956年からは7ハロン（1408メートル）に短縮されて行われている。
2020年は新型コロナウイルス感染拡大の影響により開催中止となった。

## 記録

### 最多勝騎手
- スティーヴ・ドナヒュー（en:Steve Donoghue） - 5勝。1911年、1919年、1920年、1924年、1934年
- ジョー・マーサー - 5勝。1955年、1968年、1973年、1979年、1984年

### 最多勝調教師
- ヘンリー・セシル調教師 - 6勝。1976年、1979年、1982年、1986年、1999年、2011年
- リチャード・ハノン調教師（en:Richard Hannon, Sr.） - 6勝。1990年、2002年、2007年、2008年、2010年、2013年

### 歴代勝馬
＊印は日本輸入馬。（国際競走出走のための一時的なものも含む）

#### 1906年-1940年（1マイル時代）
- 1906: Rocketter
- 1907: Donna Caterina
- 1908: Sir Toby
- 1909: Minoru
- 1910: Bronzino
- 1911: Sydmonton
- 1912: Jingling Geordie
- 1913: Shogun
- 1914: Sunny Lake
- 1915: Let Fly、Sunfire※
- 1916: Analogy
- 1917: 中止（第一次世界大戦）
- 1918: 中止（第一次世界大戦）
- 1919: ＊ポリグノータス
- 1920: Silvern
- 1921: 中止
- 1922: Weathervane

※1915年は同着。
- 1923: Parth
- 1924: Green Fire
- 1925: Sparus
- 1926: Friar Wile
- 1927: Lordland
- 1928: The Wheedler
- 1929: Sidonia
- 1930: Christopher Robin
- 1931: Link Boy
- 1932: Orwell
- 1933: Harinero
- 1934: Zelina
- 1935: ＊セフト
- 1936: Noble King
- 1937: Fairford
- 1938: Mirza II
- 1939: Fairstone
- 1940: Tant Mieux

#### 1941年-1955年（7ハロン60ヤード時代）
- 1941: 中止（第二次世界大戦）
- 1942: 中止（第二次世界大戦）
- 1943: 中止（第二次世界大戦）
- 1944: 中止（第二次世界大戦）
- 1945: 中止（第二次世界大戦）
- 1946: 中止（第二次世界大戦）
- 1947: 中止（第二次世界大戦）
- 1948: 中止（第二次世界大戦）
- 1949: Star King
- 1950: Port o'Light
- 1951: 中止
- 1952: Serpenyoe
- 1953: March Past
- 1954: ＊インファチュエイション
- 1955: Counsel

#### 1956年以降（7ハロン時代）
| 施行年 | 格付 | 優勝馬                 |
| ------ | ---- | ---------------------- |
| 1956   |      | ＊ラティフィケイション |
| 1957   |      | Pipe of Peace          |
| 1958   |      | Paresa                 |
| 1959   |      | Masham                 |
| 1960   |      | Filipepi               |
| 1961   |      | Primus                 |
| 1962   |      | ＊ロムルス             |
| 1963   |      | Fighting Ship          |
| 1964   |      | Excel                  |
| 1965   |      | Silly Season           |
| 1966   |      | 中止                   |
| 1967   |      | Play High              |
| 1968   |      | Heathen                |
| 1969   |      | Tower Walk             |
| 1970   | G3   | Gold Rod               |
| 1971   | G3   | Mill Reef              |
| 1972   | G3   | Martinmas              |
| 1973   | G3   | Boldboy                |
| 1974   | G3   | Glen Strae             |
| 1975   | G3   | Mark Anthony           |

| 施行年 | 格付 | 優勝馬          |
| ------ | ---- | --------------- |
| 1976   | G3   | Wollow          |
| 1977   | G3   | He Loves Me     |
| 1978   | G3   | Derrylin        |
| 1979   | G3   | Kris            |
| 1980   | G3   | Final Straw     |
| 1981   | G3   | Another Realm   |
| 1982   | G3   | ＊カジュン      |
| 1983   | G3   | ＊ワッスル      |
| 1984   | G3   | Creag-an-Sgor   |
| 1985   | G3   | Bairn           |
| 1986   | G3   | Faustus         |
| 1987   | G3   | Risk Me         |
| 1988   | G3   | Zelphi          |
| 1989   | G3   | Zayyani         |
| 1990   | G3   | Rock City       |
| 1991   | G3   | Bog Trotter     |
| 1992   | G3   | Lion Cavern     |
| 1993   | G3   | Inchinor        |
| 1994   | G3   | Turtle Island   |
| 1995   | G3   | Celtic Swing    |
| 1996   | G3   | Danehill Dancer |
| 1997   | G3   | Yalaietanee     |
| 1998   | G3   | Victory Note    |
| 1999   | G3   | Enrique         |
| 2000   | G3   | Barathea Guest  |

※2000年はニューマーケット競馬場で開催。
| 施行年 | 格付 | 優勝馬          |
| ------ | ---- | --------------- |
| 2001   | G3   | Munir           |
| 2002   | G3   | Redback         |
| 2003   | G3   | Muqbil          |
| 2004   | G3   | Salford City    |
| 2005   | G3   | Indesatchel     |
| 2006   | G3   | Red Clubs       |
| 2007   | G3   | Major Cadeaux   |
| 2008   | G3   | Paco Boy        |
| 2009   | G3   | Vocalised       |
| 2010   | G3   | Dick Turpin     |
| 2011   | G3   | Frankel         |
| 2012   | G3   | Caspar Netscher |
| 2013   | G3   | Olympic Glory   |
| 2014   | G3   | Kingman         |
| 2015   | G3   | Muhaarar        |
| 2016   | G3   | Tasleet         |
| 2017   | G3   | Barney Roy      |
| 2018   | G3   | James Garfield  |
| 2019   | G3   | Mohaather       |
| 2021   | G3   | Chindit         |
| 2022   | G3   | Perfect Power   |
| 2023   | G3   | Isaac Shelby    |
| 2024   | G3   | Esquire         |
| 2025   | G3   | Jonquil         |

#### 基礎情報
- IFHA（国際競馬統括機関連盟）HP Greenham S.2014年4月26日閲覧。

#### 各回結果
- Galopp-Sieger Greenham Stakes2014年4月26日閲覧[19]。

#### 「グリーナム」表記の出典
- 『日本の種牡馬録8』白井透・著、サラブレッド血統センター・刊、1998、p26
- 『サラブレッド種牡馬銘鑑』第2巻,日本中央競馬会・刊,1972、pVII
- 『サラブレッド血統事典』山野浩一・吉沢譲治、二見書房、1992、1996、p617
- 『新・世界の名馬』原田俊治・著、サラブレッド血統センター・刊、1993、p163